# 安荣乡
安荣乡，是中华人民共和国山西省朔州市山阴县下辖的一个乡镇级行政单位。

## 行政区划
安荣乡下辖以下地区：
安荣村、西沟村、贺家窑村、八步堰村、安良铺村、四铺村、岳庄村、泥河村、大羊村、小羊村、下寨村、西鄯河村、河阳堡村和东鄯河村。